# Kingdom (игра)
Kingdom — компьютерная игра в жанре симулятора, созданная Томасом «Noio» ван ден Бергом и Марко «Licorice» Бансале при поддержке издателя Raw Fury. Вышла 21 октября 2015 г. для платформ Microsoft Windows, OS X и Linux. Порт для Xbox One был выпущен 8 августа 2016 г., 31 января были представлены порты для iOS и Android, также планировался выход для консоли Nintendo Switch. Переделанная версия игры под названием Kingdom: New Lands вышла в августе 2016 г., в январе 2019 г. вышло продолжение Kingdom: Two Crowns.

## Игровой процесс
Действие игры разворачивается на двухмерном экране в формате пиксельной графики. Перед игроком стоит задача создать и развить собственное королевство, которое будет подвергаться атакам различных противников, желающих окончить его царствование отъёмом короны (что для пользователя означает проигрыш). В начале игры игрок получает случайно сгенерированного короля или королеву с лошадью, способных лишь передвигаться по экрану. C прохождением межевых знаков игрок зарабатывает золотые монеты, которые можно потратить на разные цели: наём слуг, производство ресурсов, улучшения зданий.
Изначально деньги пойдут на наём бродяг, которые становятся подданными королевства и начинают производить оружие, инструменты и еду, тем самым также генерируя золото. С обретением инструментов и оружия можно начать создавать оборонительные укрепления и воинов. Для получения большего золота и ресурсов игрок вынужден изучать и расширять территорию вокруг своего королевства.
Однако необжитые территории таят в себе и большие опасности для короля и его поданных. Каждой ночью к центру королевства начинают стягиваться монстры, и день ото дня их волны становятся всё сильнее. Во время ночей кровавой луны следует ожидать нападения гораздо больших отрядов существ, которые попытаются уничтожить здания, украсть золото и отнять корону. Для борьбы необходимо создавать защитные сооружения и нанимать солдат, в то же время стараясь расширять владения своего королевства. В игре есть конечная цель, которую пользователь должен определить самостоятельно по ходу игры.

## Разработка
Kingdom была разработана командой из двух человек: Томасом ван ден Бергом и Марко Бансале, также известными как noio and Licorice. Эта игра — расширенная standalone-версия Flash-игры, созданной noio. Разработка этой игры поддерживалась базирующимся в Швеции издателем компьютерных игр Raw Fury, который был создан бывшими членами Paradox Interactive и EA DICE. В мае 2019 г. Raw Fury приобрела права на серию у ван ден Берга, позволив издателю продолжить разработку.
В середине 2016 г. Raw Fury анонсировал дополнение Kingdom: New Lands. По задумке, новый контент должен был исправить проблемы, отмеченные экспертами у оригинальной игры: добавлялись новые территории, климат стал оказывать давление на игровой процесс. Дополнение вышло 9 августа 2016 г., купившие игру до этого получили возможность бесплатно обновить её и получить его бесплатно.
В течение дня после выхода версий для Windows, OS X, и Linux, Raw Fury сообщили, что разработка игры уже была окуплена проданым числом копий игры. Было объявлено, что игра позже выйдет на Xbox One, а также, что будущие дополнения останутся бесплатными для игроков. Планировалось портировать игру на Nintendo Switch. Мобильные версии игры для iOS and NVIDIA Shield, включая дополнение New Lands, вышли примерно в марте 2017 года.

## Отзывы
Kingdom получила в основном положительные рецензии.
Обозреватели высоко оценили пиксельный дизайн игры в стиле ретро и её саундтрек, предоставивший игроку визуальные и звуковые подсказки.
В 2016 году Kingdom была номинирована в категории «Excellence in Design» на Independent Games Festival.

## Продажи
К маю 2019 года было продано 4 млн копий.